# 호르스트 미텔슈테트
호르스트 미텔슈테트(Horst Mittelstaedt, 1923년 4월 28일 ~ 2016년 2월 18일)는 독일 생물학자이자 사이버네틱스 전문가였다. 그는 에리히 폰 홀스트(Erich von Holst)와 함께 1950년에 유기체가 구심성(afferent) 감각 자극을 원심성(efferent) 감각 자극으로부터 분리하는 방법에 관한 반복 원리(Efference copy)를 시연했다. 이 개념은 주로 중추 신경계와 그 주변부 사이의 대화식 과정을 다루었다.

## 같이 보기
- 구심성 신경섬유(afferent nerve fiber)